# Johan Diderik Cornelis Veltens

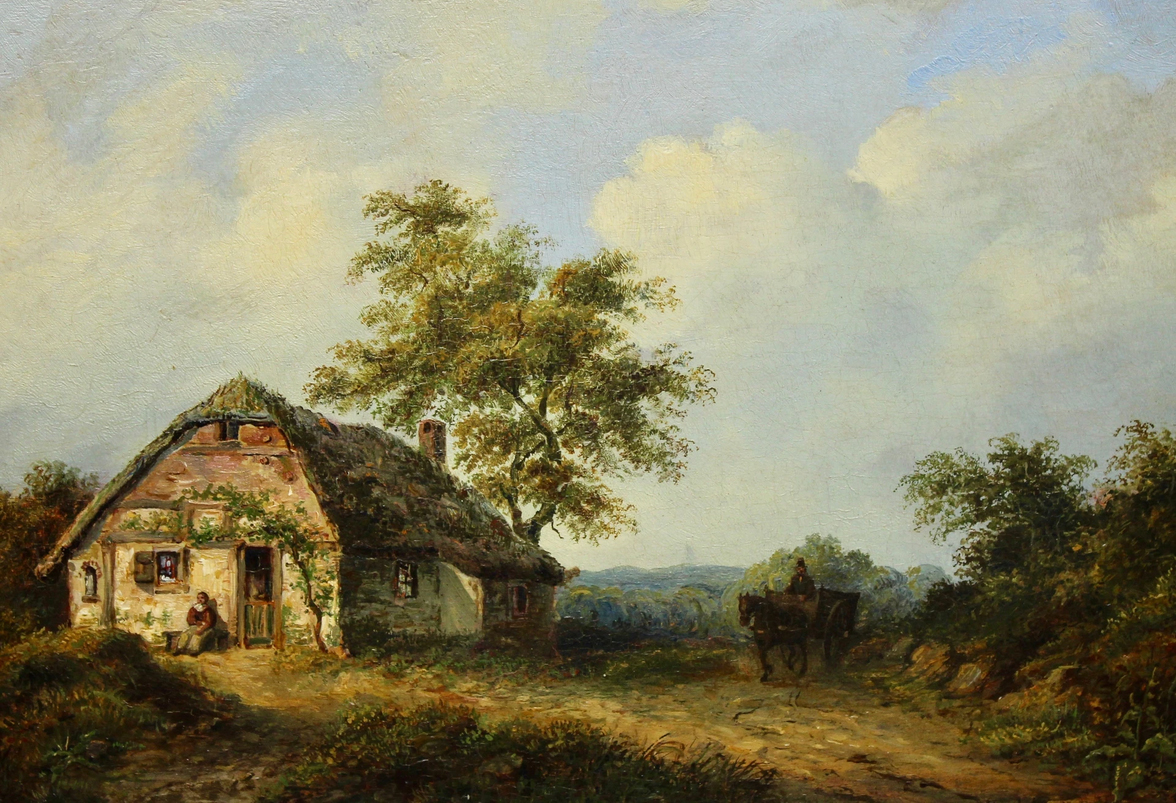
Die Heimkehr des Bauern

Johan Diderik Cornelis Veltens (* 18. Juni 1814 in Amsterdam; † 9. November 1894 in Hilversum) war ein niederländischer Maler, Zeichner und Lithograf. 
Von 1824 bis 1829 studierte er an der Koninklijke Akademie van Beeldende Kunsten (Amsterdam).
Er lebte und arbeitete bis 1891 in Amsterdam, danach zog er nach Hilversum. 
Er malte und zeichnete Landschaften, Dorf- und Stadtansichten sowie Genreszenen; auch lithografierte er. Er unterrichtete u. a. Willem Hendrik Eickelberg, Bernardus Arnoldus van der van der Eerden, Johan Frederik Cornelis Scherrewitz und Gerrit Hendrik Franck.
Seine Werke wurden von 1832 bis 1882 auf den Ausstellungen in Amsterdam, Rotterdam und Den Haag ausgestellt. 